# Беликова, Тамара Григорьевна (футболистка)
Тамара Григорьевна Беликова (14 мая 1987) — российская футболистка, нападающая.

## Биография
Воспитанница футбольного клуба «Юнона» (Ростов-на-Дону), в юношеском возрасте также играла за подмосковную команду «Надежда-Боевое братство» (Красноармейск). В 2005 году снова представляла команду «Юнона».
В 2006 году дебютировала во взрослых соревнованиях в составе вновь созданного клуба СКА (Ростов-на-Дону) в первом дивизионе России, стала бронзовым призёром соревнований. В 2007—2008 годах в составе армейского клуба выступала в высшем дивизионе.
Затем играла в высшей лиге за клубы «Лада» (Тольятти), «Рязань-ВДВ», «Зоркий» (Красногорск).
В 2012 году перешла в клуб «Дончанка» (Азов), с которым провела два сезона в высшей лиге, сыграв 19 матчей и забив два гола. Затем со своим клубом выступала в первой лиге, где стала серебряным призёром (2014) и чемпионкой (2015). В 2014 году стала лучшим бомбардиром и лучшим нападающим финального турнира первой лиги, а также лучшим бомбардиром всего сезона (38 голов за сезон, из них 7 — в финальном турнире). В 2015 году забила не менее 10 голов.
По состоянию на 2017 год играла в первой лиге по мини-футболу за клуб «Зенит-Волгоград».